# Liste der Backsteinbauwerke der Gotik in England
▶ Backsteinbauwerke der Gotik – Übersicht
Die Liste der gotischen Backsteinbauwerke in England ist Teil des Listen- und Kartenwerks, in dem der gesamte europäische Bestand dieser Bauwerke möglichst vollständig aufgeführt ist. Aufgenommen sind nur Bauten, an denen der Backstein irgendwo zutage tritt oder, bei geschlämmten Oberflächen, wenigstens die Backsteinstruktur von Mauerwerk erkennbar ist.
Kultureller Rahmen:

In England gibt es ein paar romanische Bauten aus oder mit wiederverwendetem Backstein aus Ruinen von Gebäuden der Römerzeit. Die Verwendung von bauzeitlich gebranntem Backstein für anspruchsvolle Bauwerke begann Jahrhunderte später als auf dem europäischen Kontinent.
Das Verhältnis der Anzahlen der verschiedenen Gebäudearten unterscheidet sich deutlich von dem in der kontinentalen nördlichen Backsteingotik. In England sind nicht so viele Sakralbauten darunter, und kaum Häufungen in Städten.

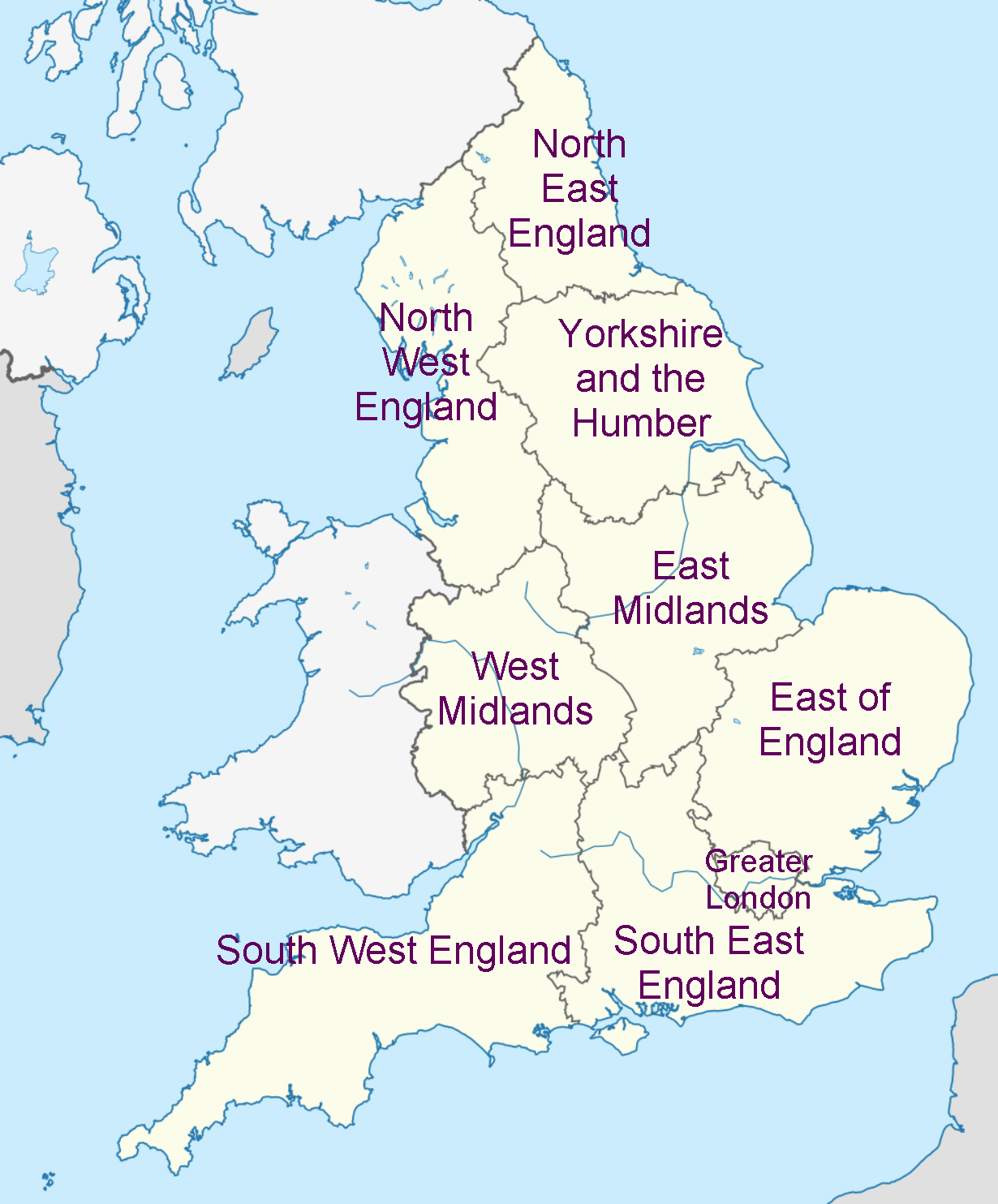
Amtliche Einteilung Englands in Regionen
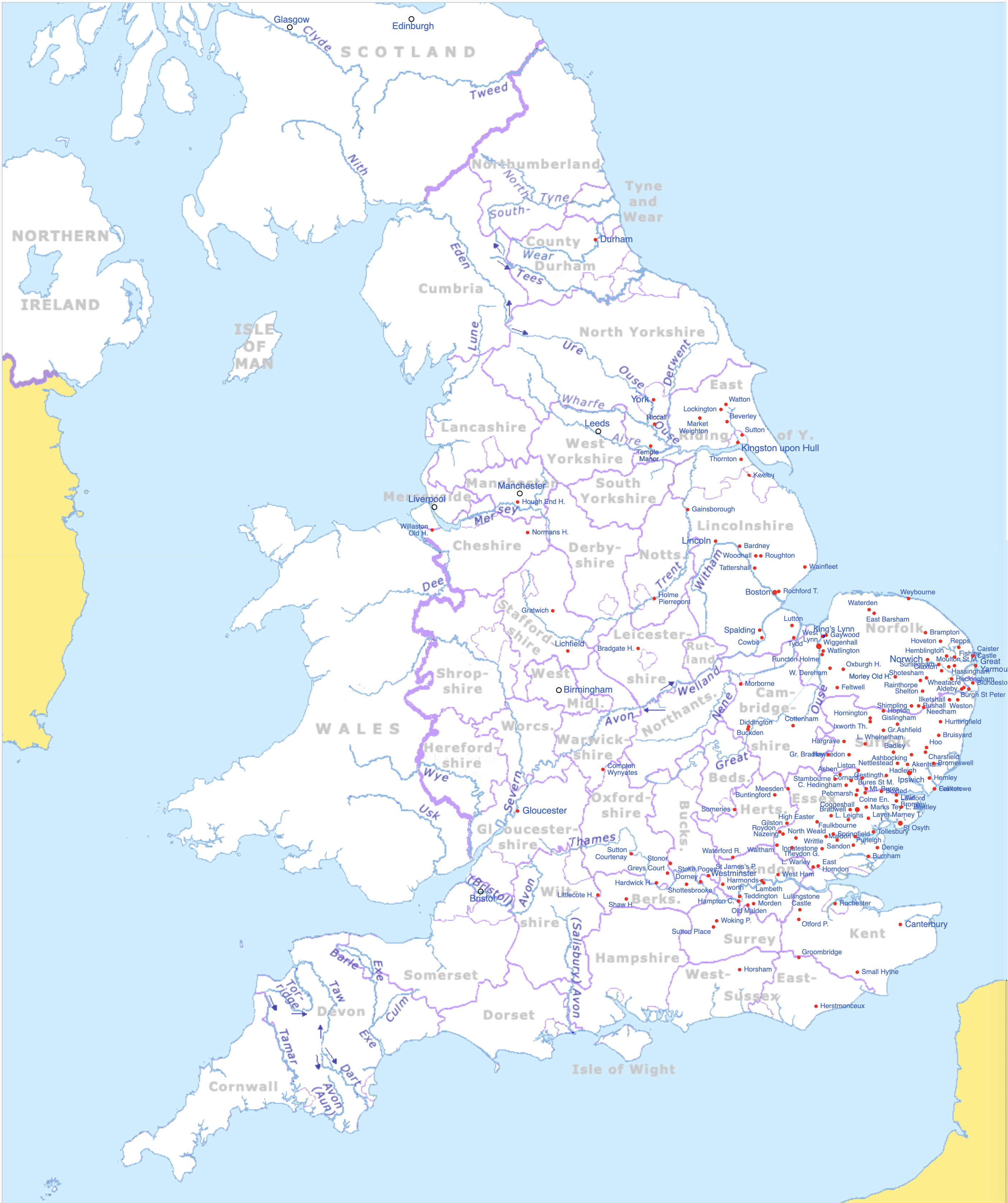
Screenshot der interaktiven Verteilungskarte

## Liste
Umfang:

Diese Liste umfasst 193 Einträge von Gebäuden und Gebäudegruppen.
Hintergrundinformationen:
- HE = Beschreibung in der Datenbank Historic England
- Bei einigen Gebäuden ist unter „(CC)“ die zugehörige Bildersammlung in Wikimedia Commons verlinkt.

### North East England

#### County Durham
| Ort    | Bauwerk                                  | Bauzeit      | Anmerkungen        | Foto            |
| ------ | ---------------------------------------- | ------------ | ------------------ | --------------- |
| Durham | Küche von Durham Castle (CC), HE 1121383 | Ende 15. Jh. | Küche mit Butterei | Foto siehe Link |

### North West England

#### Cheshire
| Ort                       | Bauwerk                             | Bauzeit             | Anmerkungen                                              | Foto                    |
| ------------------------- | ----------------------------------- | ------------------- | -------------------------------------------------------- | ----------------------- |
| Prestbury, Cheshire       | Normans Hall, HE 1329649            | spät. Mitte 16. Jh. | teilw. Fachwerk, teilw. Backstein, Änderungen im 17. Jh. | siehe Google Streetview |
| Cheshire West and Chester | Willaston Old Hall (CC), HE 1387666 | 1558                | elisabethanische Architektur                             |                         |

#### Greater Manchester
| Ort        | Bauwerk                         | Bauzeit | Anmerkungen                  | Foto |
| ---------- | ------------------------------- | ------- | ---------------------------- | ---- |
| Manchester | Hough End Hall (CC), HE 1283002 | 1596    | elisabethanische Architektur |      |

### Yorkshire and the Humber
Anzahl der Gebäude und Gebäudegruppen: 9 
| Ort                                                | Bauwerk                                                 | Bauzeit | Anmerkungen | Foto        |
| -------------------------------------------------- | ------------------------------------------------------- | --- | --- | ----------- |
| Beverly, East Yorkshire                            | Stadtbefestigung mit Beverley North Bar (CC)            | 13. Jh. u. 1409 | |             |
| Kingston upon Hull, East Yorkshire                 | Holy Trinity Church (Kingston Minster) (CC), HE 1292280 | Backstein mit Werksteingliederungen: Querhaus 1300–1320, Chor 1320–1360; Werkstein: Schiff 1389–1418, Turm um 1500, Sakristei 19. Jh. | Backstein mit Werksteingliederungen: Querhaus 1300–1320, Chor 1320–1360; Werkstein: Schiff 1389–1418, Turm um 1500, Sakristei 19. Jh. |             |
| Lockington, East Yorkshire                         | St Mary’s Church (CC) HE 1310465                        | 1635 Umgestaltung der Südkapelle mit Backstein, Obergeschoss des Westturms ebenf. 17. Jh., aber etwas später                          | 1635 Umgestaltung der Südkapelle mit Backstein, Obergeschoss des Westturms ebenf. 17. Jh., aber etwas später                          |             |
| Market Weighton, East Yorkshire                    | All Saints Church (CC) HE 1025868                       | Backstein 15. Jh. | Turmobergeschoss aus Backstein |             |
| Riccall, North Yorkshire                           | The Manor (Das Herrenhaus), HE 1172683                  | Türme um 1480 | Backstein und Werkstein | Foto bei HE |
| Sutton-on-Hull, Kingston upon Hull, East Yorkshire | St James’ Church (CC) HE 1293238                        | Backstein um 1347 | Turmwestseite, Zinnenbrüstungen und Werksteinchor später erneuert                                                                     |             |
| Temple Hirst, North Yorkshire                      | Temple Manor HE 1295905 mit Foto                        | Turm 15./16. Jh. | älteste Teile Templer-Niederlassung, 12./13. Jh., Großteil 17. Jh.                                                                    |             |
| Watton, East Yorkshire                             | St Mary’s Church (CC) HE 1083772                        | 15. Jh. | Backstein mit etwas Werkstein |             |
| York                                               | Red Tower (Roter Turm) (CC)                             | 1490 | 1644 im Bürgerkrieg beschädigt, ab 1645 u. im 19. Jh. wiederhergestellt; einziger Backsteinturm der Yorker Stadtmauer                 |             |

### East Midlands
Anzahl der Gebäude und Gebäudegruppen: 17 

#### Leicestershire
| Ort             | Bauwerk         | Bauzeit | Anmerkungen                                                                                       | Foto |
| --------------- | --------------- | ------- | ------------------------------------------------------------------------------------------------- | ---- |
| Newtown Linford | Bradgate House, | 1490    | einer der ersten unbefestigten Landsitze in England, Kapelle erhalten, ansonsten weitgehend Ruine |      |

#### Lincolnshire
Anzahl der Gebäude und Gebäudegruppen: 15 
| Ort                                   | Bauwerk                                            | Bauzeit                    | Anmerkungen | Foto |
| ------------------------------------- | -------------------------------------------------- | -------------------------- | --- | ---- |
| Bardney                               | St Lawrence Church (CC), HE 1359500                | 15. Jh.                    | erbaut aus Material einer Vorgängerkirche im benachbarten Kloster; Chor aus Backstein                                                                   |      |
| Boston                                | Guildhall (Zunft- oder Gildehaus) (CC), HE 1389007 | 14./15. Jh.                | |      |
| Boston                                | Hussey Tower (CC), HE 1016692                      | vor 1489                   | Rest eines befestigten Herrensitzes, in den rechteckigen Werksteinrahmen der Fenster Reste von Maßwerk                                                  |      |
| Fishtoft Boston                       | Rochford Tower (CC), HE 1062088                    | 1460                       | leichte Veränderungen 17. Jh., Teilrestaurierung 19. Jh.; Hauptgebäude des Landsitzes abgetragen                                                        |      |
| Gainsborough                          | Gainsborough Old Hall, HE 1359773                  | 1460                       | |      |
| Keelby                                | St Bartholomew’s Church (CC) HE 1063367            | Backstein- turm 14. Jh.    | Kirche 13.–16. Jh., Strebepfeiler am Turm 1910 |      |
| Lincoln                               | Chancery (bischöfliche Kanzlei) (CC), HE 1380559   | Straßenfront 15. Jh.       | |      |
| Lutton                                | St Nicholas Church (CC), HE 1359229                | frühes 16. Jh.             | 1859 restauriert |      |
| Spalding, South Holland               | Abbey Buildings 1–7 (CC), HE 1306500               | 14./15. Jh.                | Häuserzeile mit Resten alter Klostergebäude |      |
| Roughton, East Lindsay D.             | St Margaret’s Church (CC), HE 1308751              | Turm Backstein ap. 15. Jh. | Oberteil und Strebepfeiler des Turms aus Backstein; Backstein am Schiff ohne Datum                                                                      |      |
| Tattershall Castle (CC), HE 1215317   | Tattershall Castle (CC), HE 1215317                | 1430–1450                  | Backsteinschloss mit restauriertem, großem Turm |      |
| Thornton Curtis, North Lincolnshire   | Torhaus der Thornton Abbey (CC), HE 1346859        | Backstein 15./16. Jh.      | Kern 1382, Ruine seit … |      |
| Tydd, South Holland                   | St Mary Church (CC), HE 1204871                    | Turm 15. Jh.               | Turm überw. Backstein |      |
| Wainfleet All Saints, East Lindsay D. | Magdalen College School (CC), HE 1224243           | 1484                       | Gegründet von W. Waynflete, Bischof von Winchester zur Studentenvorbereitung für das Magdalenencollege in Oxford; diverse Reparaturen, heute Bibliothek |      |
| Woodhall Spa, East Lindsay D.         | Tower on the Moor (CC), HE 1359921                 | 15. Jh.                    | heute Ruine |      |

#### Nottinghamshire
| Ort              | Bauwerk                              | Bauzeit        | Anmerkungen                                                                | Foto |
| ---------------- | ------------------------------------ | -------------- | -------------------------------------------------------------------------- | ---- |
| Holme Pierrepont | Holme Pierpont Hall (CC), HE 1249330 | frühes 16. Jh. | Südtrakt ursprünglich einer Vierflügelanlage, Fenster im 17. Jh. verändert |      |

### East of England
Anzahl der Gebäude und Gebäudegruppen: 134 

#### Bedfordshire
| Ort  | Bauwerk                     | Bauzeit | Anmerkungen        | Foto |
| ---- | --------------------------- | ------- | ------------------ | ---- |
| Hyde | Someries Castle, HE 1008452 | 1430    | ab 1742 abgerissen |      |

#### Cambridgeshire
Anzahl der Gebäude und Gebäudegruppen: 4 
| Ort        | Bauwerk                                        | Bauzeit               | Anmerkungen                                             | Foto |
| ---------- | ---------------------------------------------- | --------------------- | ------------------------------------------------------- | ---- |
| Buckden    | Buckden Towers: The Reat Tower (CC) HE 1130324 | Backsteinturm 1475    | Kern ab 12. Jh.; Bischofsschloss bis 1842               |      |
| Cottenham  | All Saints Church (CC) HE 1127339              | Backstein fr. 17. Jh. | Oberstes Turmgeschoss aus Backstein                     |      |
| Diddington | St Lawrence Church (CC) HE 1130308             | Backstein 16. Jh.     | Turm und Eingangsbau aus Backstein, Steinkirche 13. Jh. |      |
| Morborne   | All Saints Church (CC) HE 1222032              | Backstein 16. Jh.     | Turm außer Strebepfeilern aus Backstein                 |      |

#### Norfolk
Anzahl der Gebäude und Gebäudegruppen: 37 
| Ort                                                  | Bauwerk                                            | Bauzeit                                                                         | Anmerkungen | Foto |
| ---------------------------------------------------- | -------------------------------------------------- | ------------------------------------------------------------------------------- | --- | ---- |
| Aldeby, Norfolk                                      | St Mary the Virgin Church (CC) HE 1050600          | Backstein 12. u. 14. Jh.                                                        | Benediktinerabtei; Kernbau mit römischem Spolienbackstein, spätere Wanderhöhungen mit neugebranntem Backstein                                      |      |
| Barsham                                              | East Barsham Manor (CC) HE 1049454                 | 1520 ff.                                                                        | in den 1920er und 1930er Jahren umgebaut |      |
| Brampton                                             | St Peter’s Church (CC) HE 1372950                  | Backstein 15. Jh.                                                               | achteckiger Turmaufsatz, übrige Kirche überw. 12. Jh.                                                                                              |      |
| Burgh St Peter, South Norfolk                        | St Mary’s Church (CC) HE 1304545                   | Turmbasis fr. 16. Jh.                                                           | obere Turmgeschosse wohl um 1800, übrige Kirche 14. Jh.                                                                                            |      |
| Claxton                                              | St Andrew’s Church (CC) HE 1373099                 | Backstein 16. Jh.                                                               | Eingangsbau, Turmecken und ein paar Fensterfassungen aus Backstein                                                                                 |      |
| Feltwell                                             | St Nicholas’ Church (CC) HE 1342364                | Eingangsbau aus Backstein frühes 16. Jh.                                        | Eingangsbau aus Backstein frühes 16. Jh. |      |
| Fishley                                              | St Mary’s Church (CC) HE 1051427                   | Backstein 15. Jh.                                                               | Turm aus dem 12. Jh. mit Obergeschoss aus dem 15. Jh. zweischiffige Pseudobasilika                                                                 |      |
| Gaywood                                              | St Faith Church (CC) HE 1195311                    | 14. Jh.                                                                         | |      |
| Great Yarmouth                                       | Stadtmauer (CC), HE 1003782 ohne Info.             | ab 1261                                                                         | Flint mit etwas Backstein, teilw. in dekorativer Kombination                                                                                       |      |
| Hassingham                                           | St Mary’s Church (CC) HE 1303861                   | Backstein 15. Jh.                                                               | südlicher Eingangsbau aus Flint und Backstein |      |
| Heckingham                                           | St Gregory’s Church (CC) HE 1169302                | Backstein 15. Jh., evtl. auch früher                                            | Backstein an Kanten des achteckigen Turmoberteils und im spätgot. Eingangsbau                                                                      |      |
| Hemblington                                          | All Saints’ Church (CC) HE 1051490                 | südl. Eingangsbau mit Backsteinbogen aus dem frühen 16. Jh.                     | südl. Eingangsbau mit Backsteinbogen aus dem frühen 16. Jh.                                                                                        |      |
| Hoveton                                              | St Peter’s Church (CC) HE 1171821                  | 1624                                                                            | |      |
| King’s Lynn                                          | Greyfriars Tower (CC) HE 1195428                   | Turm sp. 14. Jh.                                                                | Vierungsturm der 1340 gegründeten Franziskanerkirche; Wandflächen des Turms aus Backstein; Backstein im Unterbau eher zur Stabilisierung der Ruine |      |
| Morley Saint Peter                                   | Morley Old Hall (CC) HE 1050714                    | um 1600                                                                         | Tudorstil |      |
| Moulton St Mary, Beighton                            | St Mary’s Church (CC) HE 1051486                   | südl. Eingangsbau aus Backstein 16. Jh.                                         | südl. Eingangsbau aus Backstein 16. Jh. |      |
| Needham                                              | St Peter Church (CC) HE 1154114                    | Backstein ab fr. 16. Jh.                                                        | Eingangsbau und Turmobergeschoss 16. Jh., Chor 1735                                                                                                |      |
| Norwich                                              | Cow Tower der Stadtbefestigung (CC), HE 1014780    | Ende 14. Jh.                                                                    | |      |
| Oxborough                                            | Oxburgh Hall (CC) HE 1342586                       |                                                                                 | elisabethanische Architektur |      |
| Rainthorpe Hall (CC) HE 1050699                      | Rainthorpe Hall (CC) HE 1050699                    | ab 1503, Umbau 1579–1611                                                        | elisabethanische Architektur; restauriert im 19. Jh.                                                                                               |      |
| Repps                                                | Saints Peter & Paul Church (CC) HE 1051024         | Zinnenkranz des Turms 15. Jh., Eingangsbau frühes 17. Jh., Chor 1864            | Zinnenkranz des Turms 15. Jh., Eingangsbau frühes 17. Jh., Chor 1864                                                                               |      |
| Runcton Holme                                        | St James Church (CC), HE 1077884                   | Kern 12. Jh., Chor, Eingangsbau und oberstes Turmgeschoss 15. Jh. aus Backstein | Kern 12. Jh., Chor, Eingangsbau und oberstes Turmgeschoss 15. Jh. aus Backstein                                                                    |      |
| Rushall                                              | St Mary’s Church (CC) HE 1050387                   | Backstein 15. Jh.                                                               | achteckiges Turmobergeschoss mit Backsteinecken; Rundturm 12. Jh. oder früher, Schiff 14. u. 15. Jh.                                               |      |
| Shelton                                              | St Mary’s Church (CC) HE 1050096                   | spätes 15. Jh.                                                                  | Seitenschiffswände Backstein mit Werksteingliederungen, Hochschiffswände Werkstein, Turm aus Rubble                                                |      |
| Shimpling                                            | Church of St George (CC) HE 1033556                | Backstein 14. od. 15. Jh.                                                       | Turmobergeschoss überw. Backstein |      |
| Shotesham                                            | St Mary’s Church (CC) HE 1050642                   | Backstein 15. od. fr. 16. Jh.                                                   | am Turm v. a. Fensterfassungen und Strebepfeilerwinkel aus Backstein                                                                               |      |
| Surlingham                                           | Ruine der St Saviour’s Church (Erlöserkirche) (CC) | wahrsch. 13. Jh.                                                                | ein gotischer Backsteinbogen (möglicherw. zw. Turmraum und Schiff)                                                                                 |      |
| Waterden                                             | All Saints’ Church (CC) HE 1077758                 | Backstein wohl ab 1600                                                          | Ostfenster um 1600 mit Stabwerk aus Backstein, übriger Backstein (Mauerecken) möglicherw. jünger                                                   |      |
| Watlington                                           | Church of St Mary Magdalen, (CC) HE 1077890        | Backstein 15. u. 16. Jh.                                                        | Treppenturm und Erhöhung des Seitenschiffs in Backstein; ansonsten Rubble mit Werksteingliederungen                                                |      |
| West Caister, Great Yarmouth District                | Caister Castle                                     | 1432–1446                                                                       | Wasserburg, Ruine mit vielen aufragenden Teilen, errichtet für John Fastolf                                                                        |      |
| West Dereham                                         | St Andrew’s Church (CC) HE 1170580                 | Backstein 14. Jh.                                                               | achteckiges Obergeschoss aus Backstein auf rundem Turm aus dem späten 12. Jh.                                                                      |      |
| West Lynn                                            | St Peter’s Church (CC)                             | Schiff 14. Jh.                                                                  | Turm verputzt, Kirche im 19. Jh. vereinfacht wiederhergestellt                                                                                     |      |
| Weybourne                                            | All Saints Church (CC)                             | Vorbau 14. Jh.                                                                  | Giebel des Eingangsvorbaus mit Schachbrettmuster aus Backstein und Naturstein; übrige Kirche ganz aus Naturstein                                   |      |
| Wheatacre                                            | All Saints Church (CC) HE 1050598                  | Turm fr. 16. Jh.                                                                | Turm in Schachbrettmuster aus Flint und Backstein, übrige Kirche fast ganz aus Stein                                                               |      |
| Wiggenhall St Germans u. Wiggenhall St Mary Magdalen | St Germain Church (CC) HE 1077892                  | Backstein-Vorhalle 16. Jh.                                                      | Backstein-Vorhalle 16. Jh. |      |
| Wiggenhall St Germans u. Wiggenhall St Mary Magdalen | St Mary the Virgin Church (CC), HE 1342293         | Datierung unsicher                                                              | Glockengeschoss Sichtbackstein, geschlämmter Eingangsbau Naturstein und Backstein, Nahaufnahme von Turm und Vorhallengiebel siehe Flickr           |      |
| Wiggenhall St Germans u. Wiggenhall St Mary Magdalen | Church of St Mary Magdalen (CC) HE 1077896         | Backstein fr. 15 Jh.                                                            | Wandflächen von Vorhalle, Südseitenschiff und den beiden Treppentürmen aus Backstein                                                               |      |

#### Suffolk
Anzahl der Gebäude und Gebäudegruppen: 41 
| Ort                     | Bauwerk                                               | Bauzeit                                                                                            | Anmerkungen                                                                                             | Foto              |
| ----------------------- | ----------------------------------------------------- | -------------------------------------------------------------------------------------------------- | --- | ----------------- |
| Akenham                 | Church of St Mary (CC) HE 1352028                     | Südkapelle 16. Jh.                                                                                 | übrige Kirche 13./14. Jh. aus Stein                                                                     |                   |
| Ashbocking              | All Saints’ Church (CC) HE 1352127                    | Backstein M. 16. Jh.                                                                               | Chor und Schiff ab 13. Jh. mit späteren Veränderungen                                                   |                   |
| Badley                  | St Mary Church (CC) HE 1231082                        | Backstein 16. Jh.                                                                                  | Kirche überw. 15. Jh., Kern um 1200 oder älter                                                          |                   |
| Blundeston              | St Mary’s Church (CC) HE 1251145                      | Backstein- fenster fr. 16. Jh.                                                                     | in den Rundturm (11. Jh. oder älter) nachträglich eingefügtes Backsteinfenster                          |                   |
| Bromeswell              | St Edmund’s Church (CC) HE 1030430                    | Vorhalle aus Backstein 16. Jh.                                                                     | Vorhalle aus Backstein 16. Jh.                                                                          |                   |
| Bruisyard               | St Peter’s Church (CC) HE 1377166                     | Backstein frühes 16. Jh.                                                                           | östliches Südfenster des Schiffs aus Backstein und Backsteinband an Schiff und Kapelle                  |                   |
| Bures St. Mary          | Church of St Mary the Virgin (CC) HE 1036711          | Südvorhalle aus Backstein frühes 16. Jh.                                                           | Südvorhalle aus Backstein frühes 16. Jh.                                                                |                   |
| Charsfield              | St Peter’s Church (CC) HE 1030343                     | Backstein fr. 16. Jh.                                                                              | Turm und Eingangsbau aus Backstein mit Rhombenmuster; übrige Kirche ab 12. Jh.                          |                   |
| Gislingham, Mid Suffolk | St Mary’s Church (CC) HE 1033123                      | Backsteinturm 1638–1640, übrige Kirche aus Stein, Chor 13. Jh., Schiff 14. Jh.                     | Backsteinturm 1638–1640, übrige Kirche aus Stein, Chor 13. Jh., Schiff 14. Jh.                          |                   |
| Great Ashfield          | All Saints Church (CC) HE 1182120                     | | Eingangsbau frühes 16. Jh.; Kirche ab 12. Jh.                                                           |                   |
| Great Bradley           | St Mary’s Church (CC) HE 1181580                      | Backstein um 1500                                                                                  | Eingangsbau aus Backstein, Kirche ab 12. Jh.                                                            |                   |
| Great Cornard           | St Andrew’s Church (CC) HE 1180669                    | Tudor-Treppenturm aus Backstein, keine Angaben zum Backstein-Eingangsbau                           | Tudor-Treppenturm aus Backstein, keine Angaben zum Backstein-Eingangsbau                                | Treppenturm siehe |
| Hadleigh                | Deanery Tower (CC), HE 1194031                        | 1495                                                                                               | Schornsteine 1830; zugehöriges Archidiakonat (the Deanery) im 19. Jh. abgerissen                        |                   |
| Hargrave                | St Edmund’s Church (CC) HE 1186976                    | Backsteinturm frühes 16. Jh.                                                                       | Backsteinturm frühes 16. Jh.                                                                            |                   |
| Hawkedon                | St Mary’s Church (CC) HE 1031651                      | Backstein 16. Jh.                                                                                  | Zinnenkranz des Eingangsbaus aus Backstein                                                              |                   |
| Hemley                  | All Saints Church (CC) HE 1030929                     | Backsteinturm spätes 15. Jh., Schiff und Chor 14. Jh.                                              | Backsteinturm spätes 15. Jh., Schiff und Chor 14. Jh.                                                   |                   |
| Honington               | All Saints’ Church (CC) HE 1182036                    | Backstein 16. Jh.                                                                                  | Tudor-Treppenturm aus Backstein                                                                         |                   |
| Hoo                     | St Andrew and St Eustachius Church (CC) HE 1198717    | Backsteinturm 15. Jh.                                                                              | Backsteinturm 15. Jh.                                                                                   |                   |
| Hopton                  | All Saints’ Church (CC) HE 1198789                    | Backstein Tudor                                                                                    | Obergaden und Zinnenkranz aus Backstein                                                                 |                   |
| Huntingfield            | St Mary the Virgin’s Church (CC) HE 1183091           | Backstein 16. Jh.                                                                                  | Südseitenschiff um die Fenster aus Backstein 16. Jh., Nordkapelle des Chors jedoch 18. Jh.              |                   |
| Ilketshall              | St Andrew‘s Church (CC) HE 1032019                    | Backstein um 1500                                                                                  | zweigeschossige Eingangshalle aus Backstein                                                             |                   |
| Ipswich                 | Portal des St Mary’s College (CC), HE 1206515         | 1528                                                                                               | Stift für weltliche Kanoniker, 1528 von Kardinal Wolsey gegründet, 1530 geschlossen                     |                   |
| Ipswich                 | Church of St Mary at the Elms (CC) HE 1037764         | Backsteinturm frühes 16. Jh.                                                                       | Backsteinturm frühes 16. Jh.                                                                            |                   |
| Ixworth Thorpe          | All Saints’ Church (CC), HE 1031461                   | 11.–19. Jh., Eingangsvorbau und Turmbasis frühes 16. Jh. aus Backstein                             | 11.–19. Jh., Eingangsvorbau und Turmbasis frühes 16. Jh. aus Backstein                                  |                   |
| Kesgrave                | All Saints Church (CC) HE 1030420                     | Backsteinturm frühes 16. Jh. übrige Kirche 13. Jh., aber 1980 stark vergrößert                     | Backsteinturm frühes 16. Jh. übrige Kirche 13. Jh., aber 1980 stark vergrößert                          |                   |
| Knodishall              | St Lawrence Church (CC) HE 1215745                    | Backstein um 1500                                                                                  | Fenster der Südseite in Backstein gefasst, übrige Fenster 14. Jh. Werkstein, Kern 12. Jh.               |                   |
| Levington               | St Peter Church (CC) HE 1377335                       | Backsteinturm ab 1480                                                                              | Backsteinturm ab 1480                                                                                   |                   |
| Little Wenham           | Little Wenham Castle (CC) HE 1033405                  | 13. u. 16. Jh.                                                                                     | Backstein v. a. nahe der Südwestecke u. Schornstein                                                     |                   |
| Little Wenham           | St Lawrence Church, früher All Saints (CC) HE 1033410 | Backstein 16. Jh.                                                                                  | nur Glockengeschoss des Turms aus Backstein, Kern 13. Jh., untere Turmgeschosse und Eingangsbau 15. Jh. |                   |
| Little Whelnetham       | St Mary Magdalene’s Church (CC) HE 1278672            | Eingangsbau frühes 16. Jh., Zinnenkrone des Turms 16. Jh.                                          | Eingangsbau frühes 16. Jh., Zinnenkrone des Turms 16. Jh.                                               |                   |
| Monewden                | St Mary’s Church (CC) HE 1377393                      | Backstein 15. Jh.                                                                                  | Eingangsbau aus Backstein                                                                               |                   |
| Nettlestead             | St Mary’s Church (CC), HE 1263028                     | Vorhalle aus Backstein 1630                                                                        | Vorhalle aus Backstein 1630                                                                             |                   |
| Newbourne               | St Mary’s Church (CC) HE 1377128                      | Backstein 15. Jh.                                                                                  | Schiff und Chor in Backstein umgebaut und erweitert                                                     |                   |
| Poslingford             | St Mary the Virgin (CC) HE 1265343                    | Backstein 16. Jh.                                                                                  | Kirche 13./14. Jh. mit Anfängen aus dem 12. Jh., Eingangsbau aus Backstein                              |                   |
| Shadingfield            | St John the Baptist (CC) HE 1183123                   | Backstein fr. 16. Jh.                                                                              | Eingangsbau aus Backstein, Kirche spätes 12./ frühes 13. Jh.                                            |                   |
| Swilland                | St Mary’s Church (CC) HE 1030511                      | Backsteinturm frühes 16. Jh.                                                                       | Backsteinturm frühes 16. Jh.                                                                            |                   |
| Thorington              | St Peter’s Church (CC) HE 1030681                     | Turm rund, oben achteckig 12. Jh. oder früher, Zinnenkranz aus Backstein, frühes 16. Jh.           | Turm rund, oben achteckig 12. Jh. oder früher, Zinnenkranz aus Backstein, frühes 16. Jh.                |                   |
| Thwaite, Mid Suffolk    | Church of St George (CC) HE 1032261                   | Südvorhalle aus Backstein 15. Jh., übrige Kirche stilistisch 13. und 14. Jh.                       | Südvorhalle aus Backstein 15. Jh., übrige Kirche stilistisch 13. und 14. Jh.                            |                   |
| Waldringfield           | All Saint’s Church (CC) HE 1198720                    | Backsteinturm frühes 16. Jh., 1809 restauriert, Schiff und Chor 14. Jh., Mitte 19. Jh. restauriert | Backsteinturm frühes 16. Jh., 1809 restauriert, Schiff und Chor 14. Jh., Mitte 19. Jh. restauriert      |                   |
| Weston                  | St Peter’s Church (CC) HE 1032007                     | Südpforte aus Backstein frühes 16. Jh.                                                             | Südpforte aus Backstein frühes 16. Jh.                                                                  |                   |
| West Stow, West Suffolk | West Stow Hall (CC), HE 1031269                       | Torhaus 1520                                                                                       | andere Teile jünger und teilw. Fachwerk                                                                 |                   |

#### Essex
Anzahl der Gebäude und Gebäudegruppen: 47 
| Ort                                  | Bauwerk                                                  | Bauzeit                                                                                                | Anmerkungen | Foto |
| ------------------------------------ | -------------------------------------------------------- | --- | --- | ---- |
| Ashen                                | St Augustine of Canterbury (CC) HE 1123044               | Backstein ab fr. 16. Jh.                                                                               | Treppenturm aus Backstein; Chor u. a. mit Bänderungen 19. Jh.                                                                                        |      |
| Boxted, Colchester                   | Church of st Peter (CC) HE 1238709                       | Backstein mittel- alterl.                                                                              | Turm oben aus Backstein, unten Mitte 12. Jh., Seitenschiffe um 1300                                                                                  |      |
| Bradwell Juxta Coggeshall            | St Nicholas Church (CC), HE 1337594                      | 12., 14., 15. Jh.                                                                                      | Mischmauerwerk aus Flint, Feldstein und römischen Spolienziegeln, Kanten aus mittelalterlichem Backstein                                             |      |
| Burnham-on-Crouch                    | Creeksea Place (CC), HE 1123776                          | 1569 fertiggest.                                                                                       | elisabethanische Architektur |      |
| Castel Hedingham                     | St Nicholas’ Church (CC) HE 1338048                      | Backstein- turm 16. Jh.                                                                                | Kirche ab 1180, Erweiterungen im 14. u. 15. Jh. |      |
| Coggeshall, Braintree District       | Gästehaus der Coggeshall Abbey (CC), HE 1307071          | um 1190                                                                                                | im 16. Jh. um 0,5 m erhöht und Mauerecken erneuert                                                                                                   |      |
| Coggeshall, Braintree District       | Chapel of St Nicholas (CC), HE 1337925                   | 1225                                                                                                   | ehem. Torkapelle außerhalb des Klostergeländes, Flintbau mit Ecken und (teilw. im 19. Jh. erneuerten) Fensterfassungen aus Backstein                 |      |
| Colne Engaine                        | St Andrew’s Church (CC) HE 1123236                       | Kirche 12. bis 16. Jh., Turm im frühen 16. Jh. in Backstein erneuert                                   | Kirche 12. bis 16. Jh., Turm im frühen 16. Jh. in Backstein erneuert                                                                                 |      |
| Cowbit                               | St Mary Church (CC), HE 1064482                          | um 1380 u. 1480–1486                                                                                   | |      |
| Dengie                               | St James Church (CC), HE 1111784                         | im 14. Jh. erneuert                                                                                    | röm. Backstein und aus dem 14. Jh. gelber Backstein (nicht auf den Fotos)                                                                            |      |
| East Horndon Brentwood               | All Saints Church (CC), HE 1197184                       | 15. Jh.                                                                                                | Ältere Kirche in Backstein erweitert |      |
| Faulkbourne, Braintree District      | Faulkbourne Hall (CC), HE 1337782                        | 1439–1449, –1494                                                                                       | dritter Flügel 1693 |      |
| Gestingthorpe                        | St Mary’s Church (CC), HE 1123078                        | Turm um 1500                                                                                           | Turm und Südvorhalle aus Backstein; Chor 13. Jh., Schiff und Nordseitenschiff 14. Jh., Südseitenschiff im 15. Jh. erneuert                           |      |
| High Easter, Uttlesford              | St Mary the Virgin Church (CC) HE 1308549                | gotischer Backstein fr. 16. Jh.                                                                        | Hochschiffswände und Eingangsbau aus Backstein: roman. Kernbau mit Mauerecken und Fischgrätmuster aus Spolienbackstein                               |      |
| Ingatestone                          | St Edmund and St Mary’s (CC) HE 1297196                  | Backstein ab 15. Jh.                                                                                   | Turm um 1500, Erweiterungen von Schiff und Chor 15. bis frühes 17. Jh.                                                                               |      |
| Lawford                              | St Mary’s Church (CC), HE 1261462                        | 14. Jh.                                                                                                | Backstein: einige Kanten und Wandflächen des Turms, Strebepfeiler des Schiffs, Schachbrettmosaik am Schiff; diverse Änderungen 16. Jh. u. später     |      |
| Layer Marney, Borough of Colchester  | Layer Marney Tower, HE 1223988                           | 1520                                                                                                   | größter Torbau des Tudorstils in Großbritannien |      |
| Layer Marney, Borough of Colchester  | St Mary the Virgin’s Church (CC) HE 1223987              | fr. 16. Jh.                                                                                            | ganz aus Backstein anstelle eines Vorgängerbaus |      |
| Liston                               | Pfarrkirche (CC) HE 1122335                              | Backstein- turm 16. Jh.                                                                                | |      |
| Little Bentley                       | Church of St. Mary (CC), HE 1111455                      | 13. u. 15. /16. Jh.                                                                                    | Fenster des mittleren Turmgeschosses in Backstein gefasst, Schiff Tudorstil, überw. Backstein                                                        |      |
| Little Bromley                       | St Mary the Virgin’s Church (CC) HE 1337175              | Backstein 16. Jh.                                                                                      | Turm unten 15., oben 16. Jh.;Schiff frühes 12. Jh., Chor im 14. Jh. erneuert                                                                         |      |
| Little Leighs, City of Chelmsford    | Leez Priory (CC), HE 1171386                             | Backstein ab 1536                                                                                      | 13. Jh. Augustinerkloster, 1536 weltlicher Herrensitz                                                                                                |      |
| Little Warley West Horndon Brentwood | St. Peter’s Church (CC), HE 1207397                      | Backstein ab 16. Jh.                                                                                   | Chor 16. Jh. aus Backstein, Schiff im 17. Jh. mit Backstein repariert, Turm um 1600                                                                  |      |
| Maldon                               | Moot Hall (Gerichts- oder Rathaus) (CC), HE 1256887      | 2. V. 15. Jh.                                                                                          | Fenster im 18. Jh. verändert |      |
| Maldon                               | St. Mary’s Church (CC), HE 1257075                       | Turmobergeschoss aus Backstein 1636                                                                    | Turmobergeschoss aus Backstein 1636 |      |
| Marks Tey                            | St Andrew’s Church (CC) HE 1266781                       | Turm 14. u. 16. Jh.                                                                                    | Schiff um 1100, Turm 16. Jh. Backstein mit Werksteingliederungen, unten wohl 14. Jh. Rubble und Backstein mit Backsteinbogen über dem Portal         |      |
| Mount Bures                          | St John The Baptist’s Church (CC) HE 1224669             | Kirche 12. Jh., Kanten mit römischem Spolienbackstein, Portikus 15. Jh. roter Backstein und Naturstein | Kirche 12. Jh., Kanten mit römischem Spolienbackstein, Portikus 15. Jh. roter Backstein und Naturstein                                               |      |
| Nazeing                              | All Saints Church (CC), HE 1111135                       | Turm M. 15. Jh.                                                                                        | Turm fast ganz aus rotem Backstein |      |
| North Weald Bassett                  | St Andrew’s Church (CC), HE 1111353                      | Backsteinturm um 1500                                                                                  | Backsteinturm um 1500 |      |
| Pebmarsh, Braintree District         | St John the Baptist’s Church (CC) HE 1146603             | Backstein fr. 16. Jh.                                                                                  | Eingangsbau und Zinnenkränze aus Backstein |      |
| Peldon, Borough of Colchester        | (CC), HE 1224702                                         | Schiff im 16. Jh. mit Backstein erhöht                                                                 | Schiff im 16. Jh. mit Backstein erhöht |      |
| Purleigh                             | All Saints Church (CC), HE 1110882                       | 14. Jh.                                                                                                | Turm mit gelbem Backstein, Eingangsvorbau aus rotem Backstein                                                                                        |      |
| Rayne                                | All Saints Church (CC), HE 1308377                       | Turm wohl 1510                                                                                         | Übrige Kirche und Veränderungen am Turm 19. Jh. |      |
| Roydon                               | Netherhall (CC), HE 1182255                              | Mitte 15. Jh.                                                                                          | |      |
| Saint Osyth, Tendring                | St Osyth’s Abbey (Abtei) (CC)                            | | Außenseite des Torhauses Muster aus Flint und kleinen Quadersteinen, Abbot’s House und übrige Klostergebäude überw. Backstein mit Werksteinfassungen |      |
| Saint Osyth, Tendring                | Kirche St Peter & St Paul (CC), HE 1111513               | | Backstein u. a. Strebepfeiler und Rhombenmuster, Hallenkirche mit flämischen Paralleldächern                                                         |      |
| Sandon                               | St Andrew (CC), HE 1235849                               | Backstein fr. 16. Jh.                                                                                  | Turm und Eingangsbau aus Backstein; Hallenkirche, Seitenschiff 14. Jh.                                                                               |      |
| Springfield                          | All Saints Church (CC) HE 1186867                        | Turm 1586 in Backstein erneuert, Kirchenschiff um 1100, Chor im 14. Jh. umgebaut                       | Turm 1586 in Backstein erneuert, Kirchenschiff um 1100, Chor im 14. Jh. umgebaut                                                                     |      |
| Stambourne                           | Sts Peter & Thomas Church (CC), HE 1317130               | 14./15. Jh.                                                                                            | Fenster des mittleren Turmgeschosses mit gotischen Stufengewänden aus Backstein; Kern 1104                                                           |      |
| Theydon Garnon                       | All Saints Church (CC), HE 1169440                       | Backsteinturm um 1520                                                                                  | Backsteinturm um 1520 |      |
| Theydon Mount, Epping Forest         | St Michael’s Church (CC), HE 1169697                     | 1612                                                                                                   | Eingangsbau allerdings mit Renaissancegiebel; Vorgängerbau 1611 durch Blitzschlag zerstört                                                           |      |
| Tilbury Juxta Clare                  | St Margaret’s Church (CC), HE 1122987                    | Backsteinturm frühes 16. Jh.                                                                           | Backsteinturm frühes 16. Jh. |      |
| Tollesbury                           | St. Mary’s Church (CC), HE 1328624                       | Backstein 15. u. 16. Jh.                                                                               | Obere Turmgeschosse aus Backstein; Kirche ab 11. Jh.                                                                                                 |      |
| Tolleshunt Major                     | St Nicholas’ Church (CC), HE 1142488                     | Backsteinturm frühes 16. Jh.                                                                           | Backsteinturm frühes 16. Jh. |      |
| Waltham Abbey                        | Waltham Abbey (CC), HE 9609                              | Torhaus 14. Jh.                                                                                        | Abtei 11. Jh. bis 1540 |      |
| Wethersfield                         | St Mary Magdalene & St Mary the Virgin (CC), HE 1337860  | Backstein ab sp. 15. Jh.                                                                               | Obergaden und Eingangsbauten aus Backstein |      |
| Writtle, City of Chelmsford          | All Saints Church (Allerheiligenkirche) (CC), HE 1237229 | Backstein seit 16. Jh.                                                                                 | Südvorhalle aus Backstein vor 1526, Turm (mit Strebepfeilern aus Backstein) nach Einsturz 1892 neu                                                   |      |

#### Hertfordshire
Anzahl der Gebäude und Gebäudegruppen: 4 
| Ort             | Bauwerk                           | Bauzeit                 | Anmerkungen                                                                        | Foto |
| --------------- | --------------------------------- | ----------------------- | ---------------------------------------------------------------------------------- | ---- |
| Buntingford     | St Peter’s Church (CC) HE 1348000 | um 1615                 |                                                                                    |      |
| Waterford Rural | Oxhey Chapel (CC) HE 1174300      | 1612                    | Naturstein und Backstein, im 19. Jh. restauriert                                   |      |
| Gilston         | St Mary’s Church (CC) HE 1308248  | Backstein- turm 16. Jh. | Kirche v. a. 13. und 19. Jh., da Dorf zwischenzeitlich verlassen                   |      |
| Meesden         | St Mary’s Church (CC) HE 1347765  | Backstein um 1530       | Schiff frühes 12. Jh., Chor 13. Jh., Eingangsbau 1530, Querhaus rekonstruiert 1877 |      |

### Greater London
Anzahl: 7
| Ort                              | Bauwerk                          | Bauzeit                    | Anmerkungen | Foto |
| -------------------------------- | -------------------------------- | -------------------------- | --- | ---- |
| Harmondsworth, Hillingdon        | St Mary’s Church (CC) HE 1080201 | Backstein- turm 15. Jh.    | Kirche seit 12. Jh., Hallenkirche, Arkaden 12. u. 13. Jh. |      |
| Lambeth                          | Torhaus des Lambeth Palace       | vollendet 1495             | Residenz der Erzbischöfe von Canterbury, Torhaus errichtet unter Erzbischof John Morton |      |
| Morden, Merton                   | St Lawrence Church (CC) 1080899  | 1636                       | sehr späte Gotik, einzelne Teile möglicherw. älter |      |
| Richmond upon Thames             | Hampton Court Palace, HE 1193127 | 1497–1600                  | Gebäude im Tudorstil für den 1. Baron Giles Daubeney (Teil der Küche Heinrichs VIII.), für Kardinal Wolsey (Großes Torhaus 1516, Clock Court (Uhrhof) 1522), für Heinrich VIII. selber ab 1530, für Elisabeth I. ab 1547; spätere Gebäude im Barockstil |      |
| Teddington, Richmond upon Thames | St Mary’s Church (CC) HE 1253013 | Backstein ab 2. H. 16. Jh. | Backstein am Südseitenschiff Tudor, größere Gebäudeteile 18. Jh. (Chor 1753/54), Turm 19. Jh. |      |
| West Ham, Newham                 | All Saints Church (CC) 1358002   | Backstein um 1550          | Kirche 12., 14. u. 16. Jh., Südfassade 19. Jh., Hallenkirche, Nordseitenschiff des Chors Tudorstil in Backstein |      |
| City of Westminster              | St James’s Palace, HE 1264511    | 1531–1536                  | Tudorstil |      |

### South East England
Anzahl der Gebäude und Gebäudegruppen: 18 

#### Kent
Anzahl der Gebäude und Gebäudegruppen: 6 
| Ort                             | Bauwerk                                      | Bauzeit                  | Anmerkungen | Foto |
| ------------------------------- | -------------------------------------------- | ------------------------ | --- | ---- |
| Canterbury                      | St Dunstan’s Church, HE 1241793              | Backstein 1524           | Südostkapelle 1402 angefügt und 1524 in Backstein wiederaufgebaut                                                 |      |
| Eynsford, Sevenoaks District    | Lullingstone Castle (CC), HE 1222202         | Torhaus zw. 1543 u. 1580 | Hauptgebäude großenteils im 18. Jh. erneuert                                                                      |      |
| Groombridge                     | St John the Baptist's Chapel (CC) HE 1240708 | 1625                     | errichtet aus Dank für die Abwendung einer Rekatholisierung Englands                                              |      |
| Rochester, Kent                 | Eastgate House (CC), HE 1086482              | 1590                     | eines der wenigen gotischen Stadthäuser Englands, elisabethanische Architektur, teilw. Backstein, teilw. Fachwerk |      |
| Sevenoaks District, Kent        | Otford Palace (CC), HE 1005197               | 1537                     | Ruine |      |
| Small Hythe, Tenterden, Ashford | St John the Baptist’s Ch. (CC) HE 1362790    | 1516–1517                | Ostfenster 1884                                                                                                   |      |

#### Sussex
| Ort                       | Bauwerk                          | Bauzeit             | Anmerkungen               | Foto |
| ------------------------- | -------------------------------- | ------------------- | ------------------------- | ---- |
| Horsham, West Sussex      | Chesworth House (CC), HE 1027063 | Backstein 1514–1524 | Südosttrakt aus Backstein |      |
| Herstmonceux, East Sussex | Herstmonceux Castle, HE 1000231  | ab 1441             |                           |      |

#### Surrey
| Ort               | Bauwerk                                            | Bauzeit          | Anmerkungen | Foto |
| ----------------- | -------------------------------------------------- | ---------------- | --- | ---- |
| Guildford, Surrey | Sutton Place (CC), HE 1264429 LADY GROVE FARMHOUSE | 1525             | Tudorstil; Zutaten im 17. und 19. Jh.                                                                                             |      |
| Woking, Surrey    | Woking Palace (CC), HE 1019366                     | 13. Jh. und 1503 | Ruinen: Burggraben, Torhaus aus dem 14. Jh. mit Tonnengewölbe aus Backstein mit Rippen aus Stein, daneben Scheune aus dem 16. Jh. |      |

#### Berkshire
| Ort                           | Bauwerk                              | Bauzeit | Anmerkungen                      | Foto |
| ----------------------------- | ------------------------------------ | ------- | -------------------------------- | ---- |
| nördl. von Newbury, Berkshire | Shaw House (CC), HE 1001446          |         | elisabethanische Architektur     |      |
| Shottesbrooke, Berkshire      | Shottesbrooke Manor (CC), HE 1117448 | 16. Jh. | Tudorstil, im Shottesbrooke Park |      |

#### Buckinghamshire
| Ort         | Bauwerk                          | Bauzeit                      | Anmerkungen                                  | Foto |
| ----------- | -------------------------------- | ---------------------------- | -------------------------------------------- | ---- |
| Dorney      | St James’ Church (CC) HE 1162809 | Backsteinturm frühes 16. Jh. | Eingangsbau aber erst 1661                   |      |
| Stoke Poges | St Giles Church (CC), HE 1164966 | Backstein 1558               | Hastingskapelle (südlicher Anhang des Chors) |      |

#### Oxfordshire
Anzahl der Gebäude und Gebäudegruppen: 4 
| Ort                  | Bauwerk                             | Bauzeit                     | Anmerkungen                                                                                     | Foto |
| -------------------- | ----------------------------------- | --------------------------- | ----------------------------------------------------------------------------------------------- | ---- |
| bei Henley-on-Thames | Greys Court, HE 1369334             | 16. Jh.                     | elisabethanische Architektur, teilw. Stein mit Lagen von Backstein, teilw. Backstein alleine    |      |
| Stonor               | Stonor House (CC), HE 1059444       | Backstein 15. Jh. u. später | 13. gegründet, zahlreiche Umbauten bis ins 18. Jh.                                              |      |
| Sutton Courtenay     | All Saints’ Church (CC), HE 1182209 | Eingangsbau 15. Jh.         | übrige Kirche Kleinstein („rubble“) und Werkstein, Kern 13. Jh., dreischiffige Basilika 14. Jh. |      |
| Whitchurch-on-Thames | Hardwick House (CC), HE 1180567     | vor 1526                    | Tudorstil                                                                                       |      |

### South West England
Anzahl der Gebäude und Gebäudegruppen: 2 
| Ort                 | Bauwerk                                                 | Bauzeit | Anmerkungen                                                                                                  | Foto |
| ------------------- | ------------------------------------------------------- | ------- | --- | ---- |
| Gloucester          | Scheune des Klosters Llanthony Secunda (CC), HE 1271698 | 15. Jh. | Kanten und Fenster aus Steinquadern, Wandflächen aus großem Backstein, Augustinerkloster seit 1530 verfallen |      |
| Ramsbury, Wiltshire | Littlecote House (CC), HE 1300540                       |         | elisabethanische Architektur, teilw. aus Backstein                                                           |      |

### West Midlands
| Ort                                 | Bauwerk                                        | Bauzeit      | Anmerkungen | Foto |
| ----------------------------------- | ---------------------------------------------- | ------------ | --- | ---- |
| bei Shipston-on-Stour, Warwickshire | Landsitz Compton Wynyates, HE 1024349          | 1481         | Tudorstil |      |
| Gratwich, Staffordshire             | Kapelle (ehem. Kirche) St Mary (CC) HE 1038369 | Chor 16. Jh. | Backstein mit Werksteingliederungen, Rest 1775 ersetzt; Fernsicht auf den Chor siehe |      |
| Lichfield, Staffordshire            | St John’s Hospital (CC), HE 1218231            | ab 1495      | Erstgründung 1135 als Pilgerherberge, große Teile des heutigen Gebäudes nach der Wiedergründung als Armenhaus für alte Männer, Tudorstil; die vielen Kamine: ermöglichten für jeden Bewohner eine eigene Feuerstelle |      |